# 圣日龙区
圣日龙区（法語：arrondissement de Saint-Girons），又称圣吉龙区，是法国阿列日省所辖的一个区。总面积2019.3平方公里，总人口40778，人口密度20人/平方公里（2018年）。主要包括该省西部地区，行政中心为圣日龙。

## 辖区
圣日龙区辖有121个市镇。